# Confine irlandese dopo l'uscita del Regno Unito dall'Unione europea

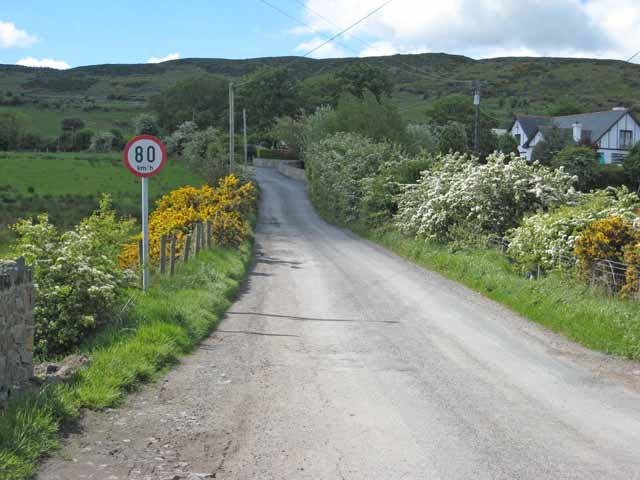
Il confine tra Regno Unito e Repubblica d'Irlanda attraversa questa strada a Killeen (vicino a Newry nell'Irlanda del Nord).
L'unica indicazione che si sta entrando nella Repubblica d'Irlanda è il segnale del limite di velocità espresso in chilometri orari (il Regno Unito utilizza le miglia orarie).

Il confine tra Repubblica d'Irlanda e Regno Unito, sull'isola d'Irlanda, è diventato una delle tre frontiere terrestri esterne dell'UE fra il Regno Unito e l'Unione europea (le altre due essendo quella con la Spagna a Gibilterra e quella con la Francia nel tunnel della Manica) a seguito dell'uscita del Regno Unito dall'Unione europea, con effetti su commercio, dogana, controlli sull'immigrazione, economie locali, servizi, riconoscimento delle qualifiche, cooperazione medica e altre questioni. 
Le questioni relative alle frontiere erano una delle tre aree di negoziazione mirata nell'accordo di recesso proposto. Dopo che il Parlamento del Regno Unito ha votato per lasciare l'Unione europea, tutte le parti hanno affermato di voler evitare un "confine rigido" in Irlanda, in particolare a causa della natura storicamente sensibile del confine.
L'accordo di recesso della Brexit impegna il Regno Unito a mantenere un confine aperto in Irlanda, in modo che (per molti aspetti) la frontiera di fatto sia nel Mare d'Irlanda, tra le due isole.

## Contesto storico: l'accordo del Venerdì Santo
Dal 2005, il confine tra l'Irlanda e l'Irlanda del Nord è stato visto come invisibile e non c'è quasi nessuna infrastruttura di confine. Ciò è stato reso possibile dall'Accordo del Venerdì Santo (o Accordo di Belfast) firmato nel 1998. Questo accordo di pace pose fine al conflitto in Irlanda del Nord.
Il senatore degli Stati Uniti George Mitchell (che ha guidato il processo di negoziazione del trattato) ha commentato che il ripristino del sistema di controllo delle frontiere tra la Repubblica d'Irlanda e l'Irlanda del Nord metterebbe a repentaglio questo trattato. I risultati della ricerca pubblicata il 18 febbraio 2019 dal senatore irlandese Mark Daly e da due funzionari dell'UNESCO mostrano che l'erezione di infrastrutture di confine può portare a una recrudescenza della violenza.

## Proposta dibackstop
Affinché il confine tra la Repubblica d'Irlanda e l'Irlanda del Nord non sia ostruito, l'Unione europea propone un backstop nell'accordo di recesso del Regno Unito dall'Unione europea sotto il nome di protocollo dell'Irlanda del Nord. Questo protocollo si applicherà se non sarà possibile attuare nessun'altra soluzione, in modo che l'Irlanda del Nord continui ad aderire ad alcuni regolamenti del mercato unico dell'UE e rimanga all'interno dell'unione doganale dell'Unione europea in modo che non sia necessario effettuare controlli alle frontiere. Sebbene nel dicembre 2017 il governo britannico abbia convenuto che fosse necessario un backstop, ha respinto il progetto di trattato formulato da Michel Barnier in quanto avrebbe stabilito un "confine" tra la Gran Bretagna e l'Irlanda del Nord. Il Regno Unito ha insistito sul fatto che l'Irlanda del Nord non poteva essere trattata diversamente da altri territori britannici. 
Nel progetto di accordo di recesso del Regno Unito dall'Unione europea pubblicato il 14 novembre 2018 nel Regno Unito, si propone che (dalla fine della fase di transizione il 31 dicembre 2020) i territori doganali del Regno Unito e dell'Unione europea rimarranno uniti fino a quando non verrà trovata una soluzione per risolvere questo problema di confine. Inoltre, l'Irlanda del Nord continuerà ad adattare i suoi regolamenti al mercato unico dell'Unione europea fino a quando non sarà realizzata un'altra soluzione.
Il 15 gennaio 2019, il Parlamento del Regno Unito ha respinto il progetto di accordo. I sostenitori della Brexit ritengono che questo trattato manterrà la Gran Bretagna vincolata all'Unione europea a tempo indeterminato.